# ファーマナ統監
ファーマナ統監（ファーマナとうかん、英語: Lord Lieutenant of Fermanagh）は、イギリスの官職。統監の1つで、ファーマナ県を担当する。1831年首席治安判事（アイルランド）法（Custos Rotulorum (Ireland) Act 1831）により、Governor職を置き換える形で設立され、ファーマナ首席治安判事も兼任する。1921年に北アイルランドが成立した後も統監が引き続き任命されている。

## 一覧
- 1831年10月17日 – 1840年3月31日：第2代エニスキレン伯爵ジョン・コール[2]
- 1840年4月 – 1885年10月3日：ジョン・クライトン（のち第3代アーン伯爵）[2]
- 1885年 – 1914年12月2日：第4代アーン伯爵ジョン・クライトン（英語版）[2]
- 1915年3月31日 – 1948年：ジョン・アーネスト・フランシス・コラム[2]
- 1948年9月25日 – 1963年2月19日：第5代エニスキレン伯爵ジョン・コール[2]
- 1963年4月26日 – 1969年2月：初代ブルックバラ子爵バジル・ブルック[2]
- 1969年2月 – 1971年6月：空位[2]
- 1971年6月17日 – 1976年7月30日：トマス・パトリック・デイヴィッド・スコット（英語版）[2]
- 1977年2月7日 – 1979年2月19日：第5代ウェストミンスター公爵ロバート・グローヴナー（英語版）[2]
- 1979年8月20日 – 1986年：ウェストミンスター公爵夫人ヴァイオラ・グローヴナー（英語版）[2]
- 1986年8月20日 – 2012年7月9日：第6代アーン伯爵ヘンリー・クライトン（英語版）[2][3]
- 2012年7月9日 – ：第3代ブルックバラ子爵アラン・ブルック[3]